# Lijst van personen overleden in februari 2013
Dit is een lijst van bekende personen die zijn overleden in februari 2013.

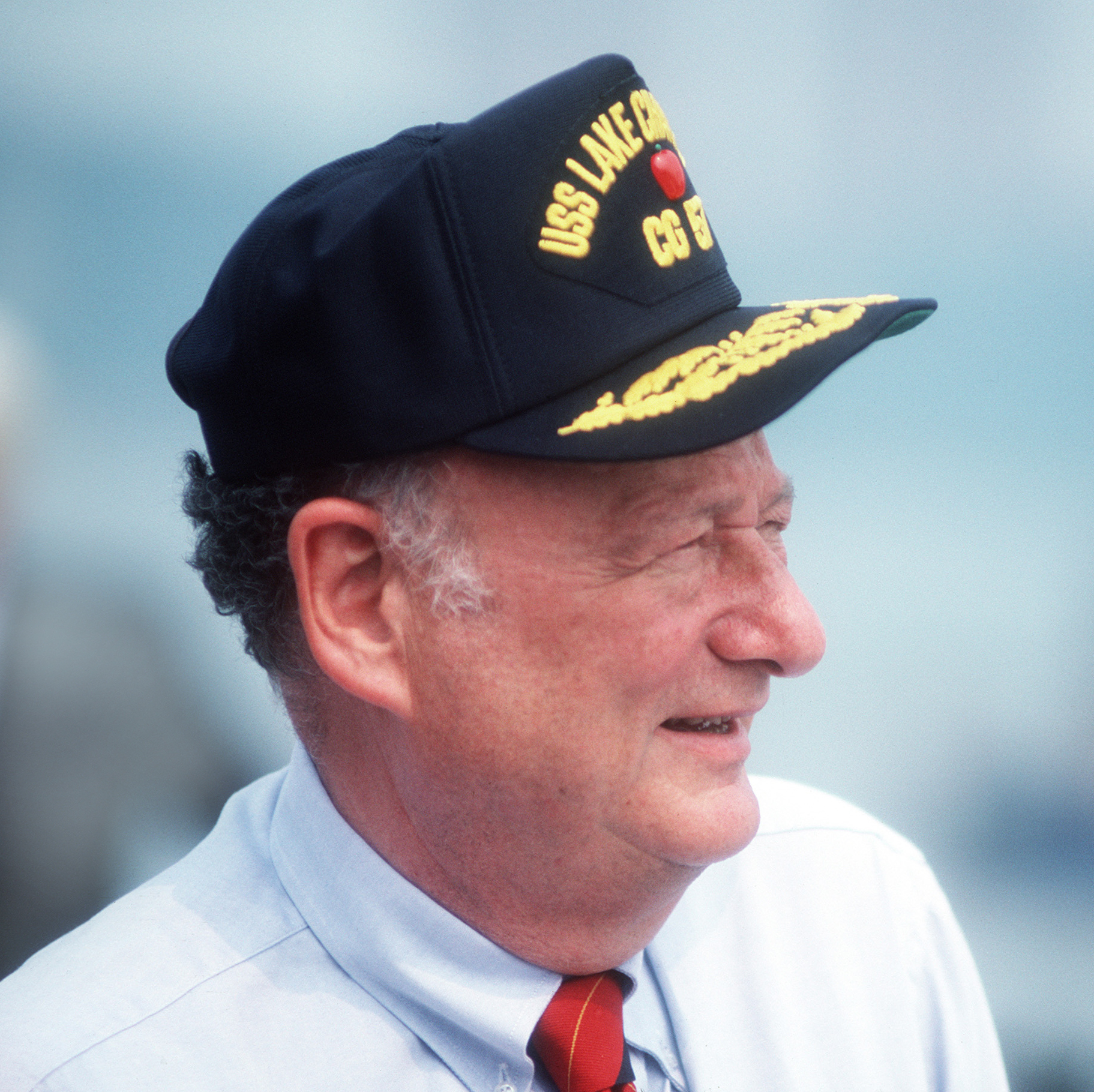
Ed Koch
1 februari

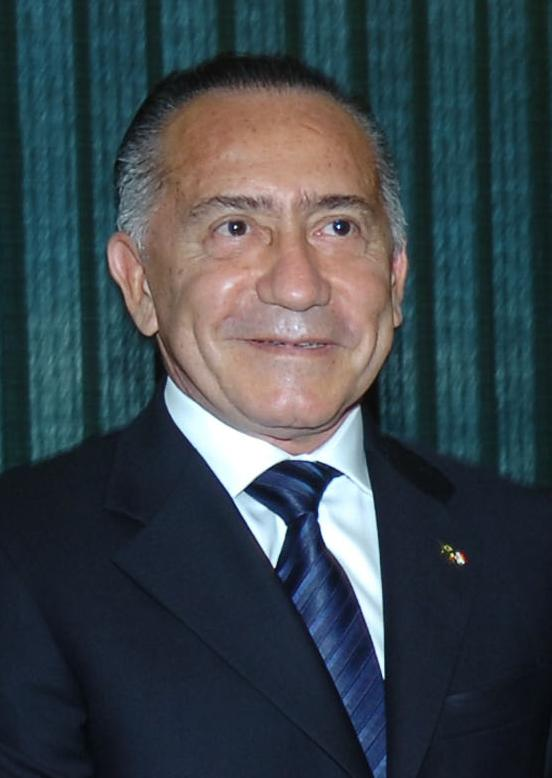
Lino Oviedo
2 februari

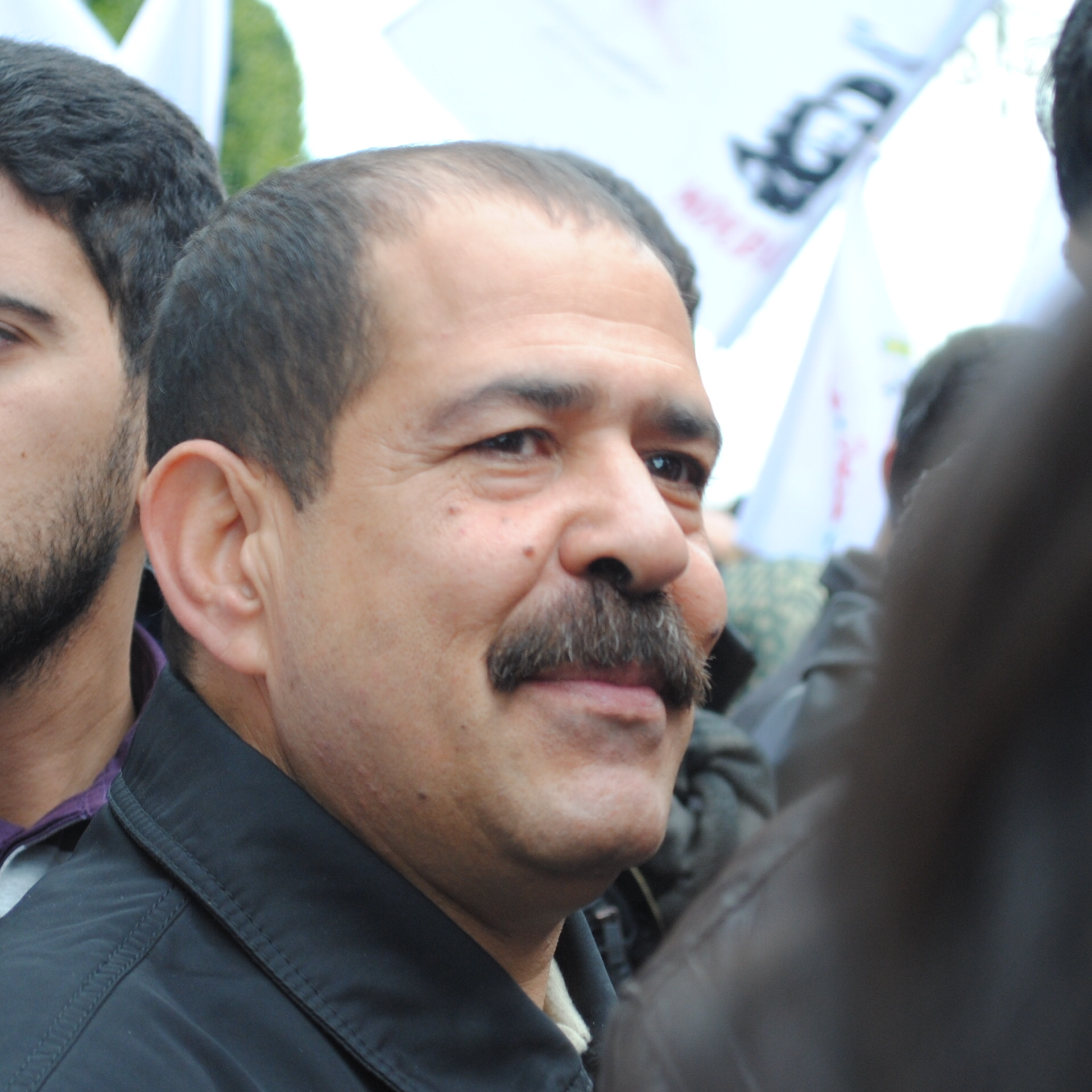
Chokri Belaïd
6 februari

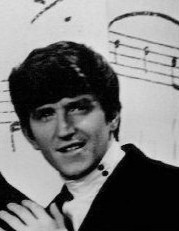
Rick Huxley
11 februari

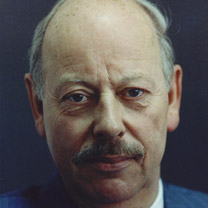
Pieter Kooijmans
13 februari

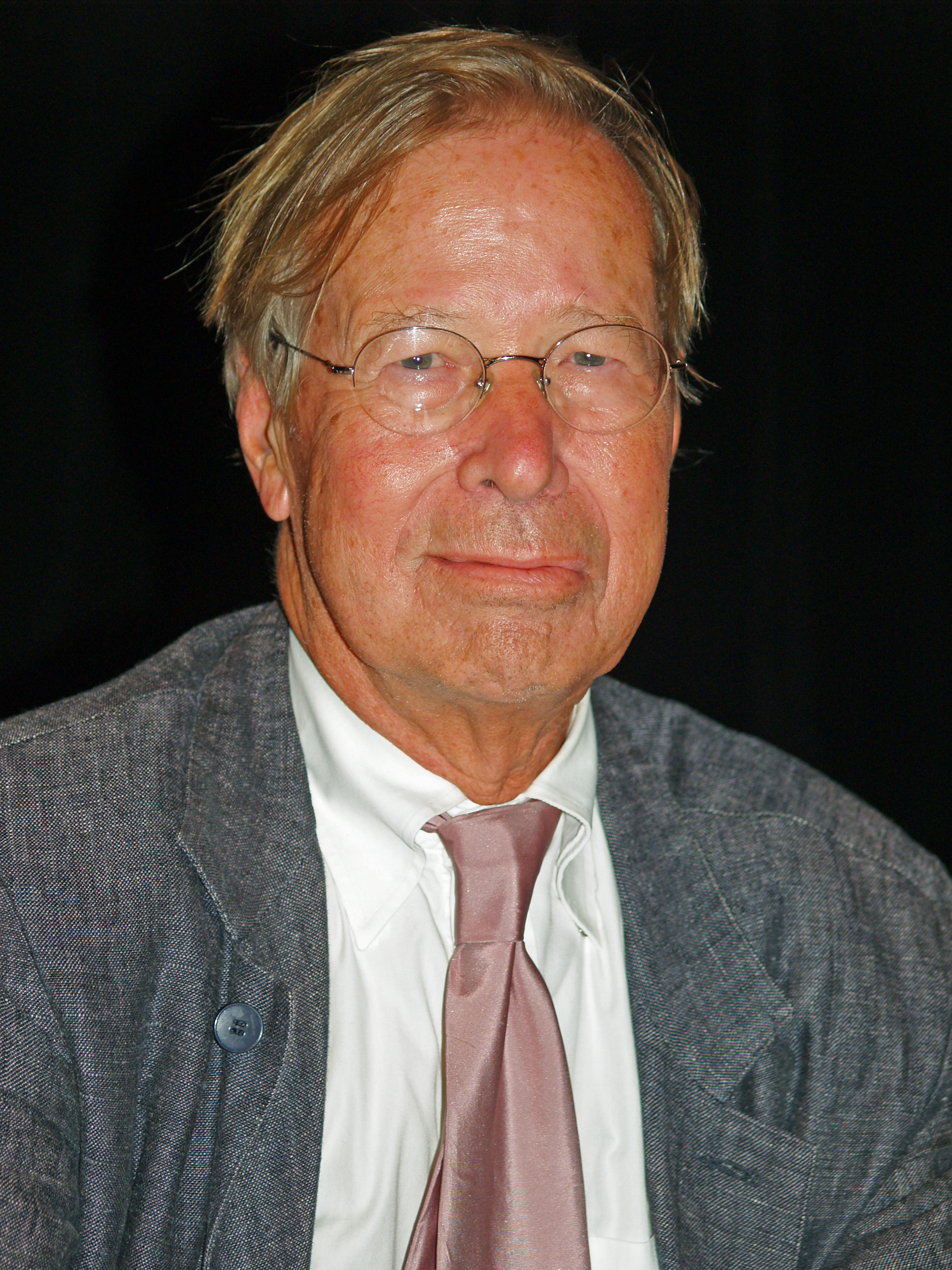
Ronald Dworkin
14 februari

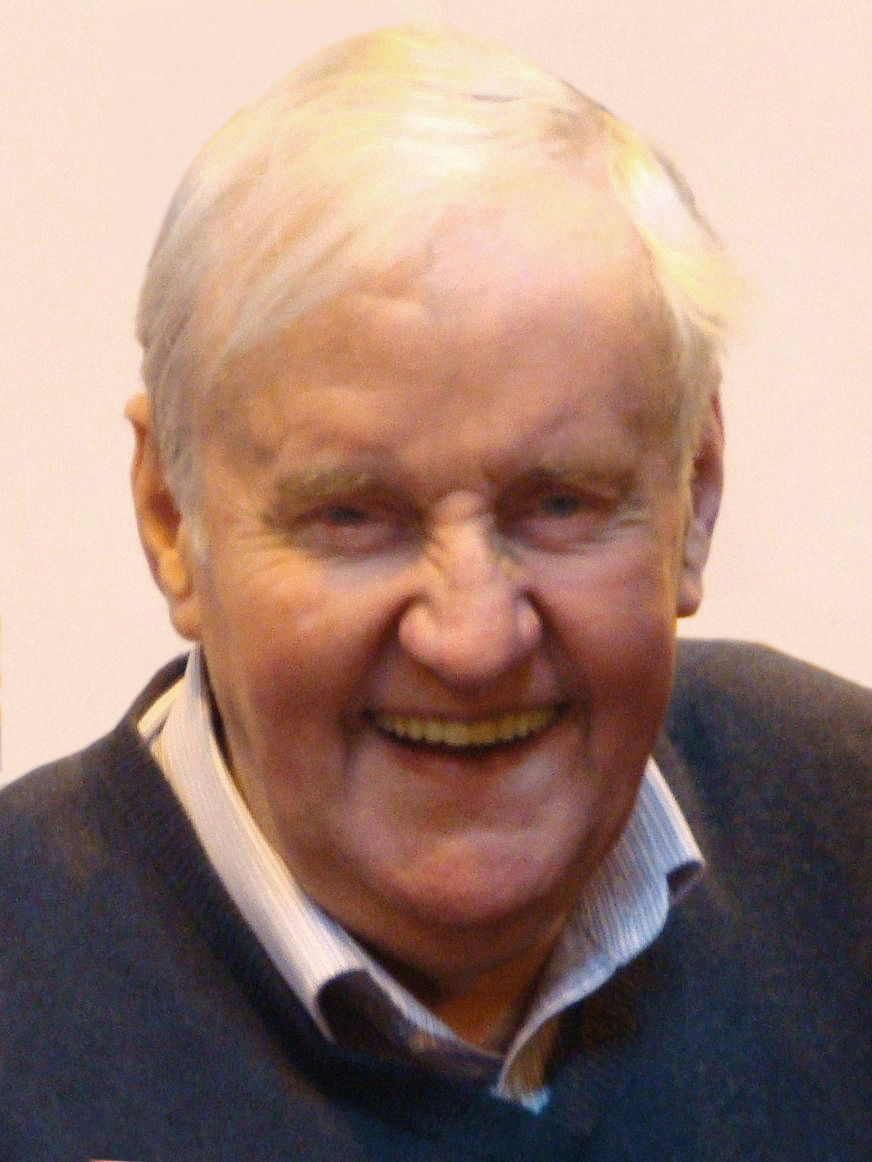
Richard Briers
17 februari

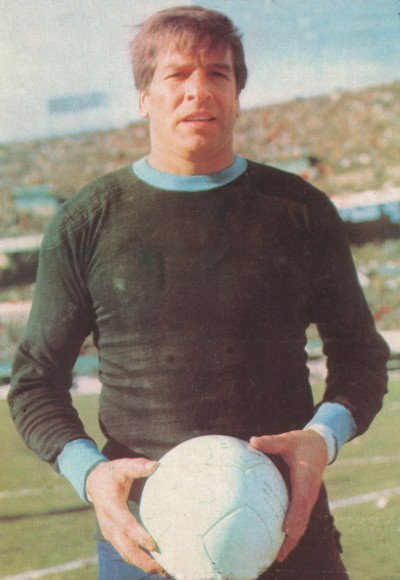
Antonio Roma
20 februari

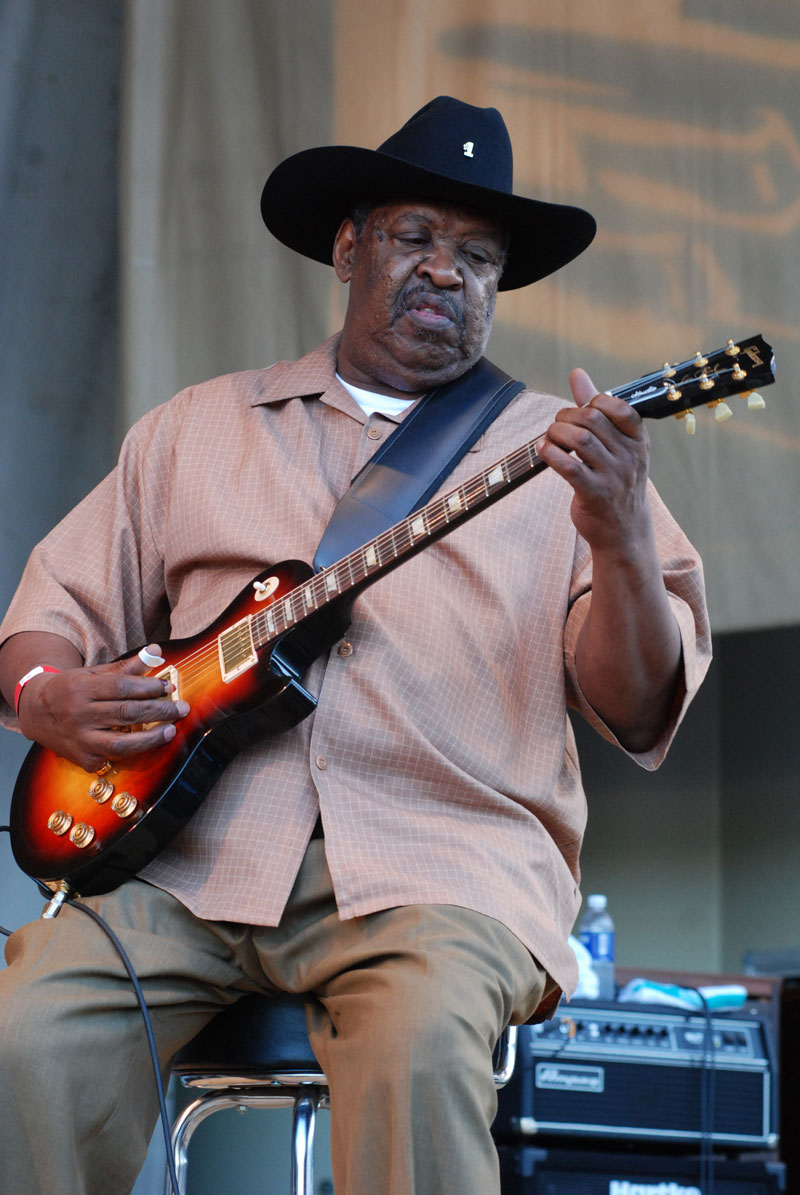
Magic Slim
21 februari

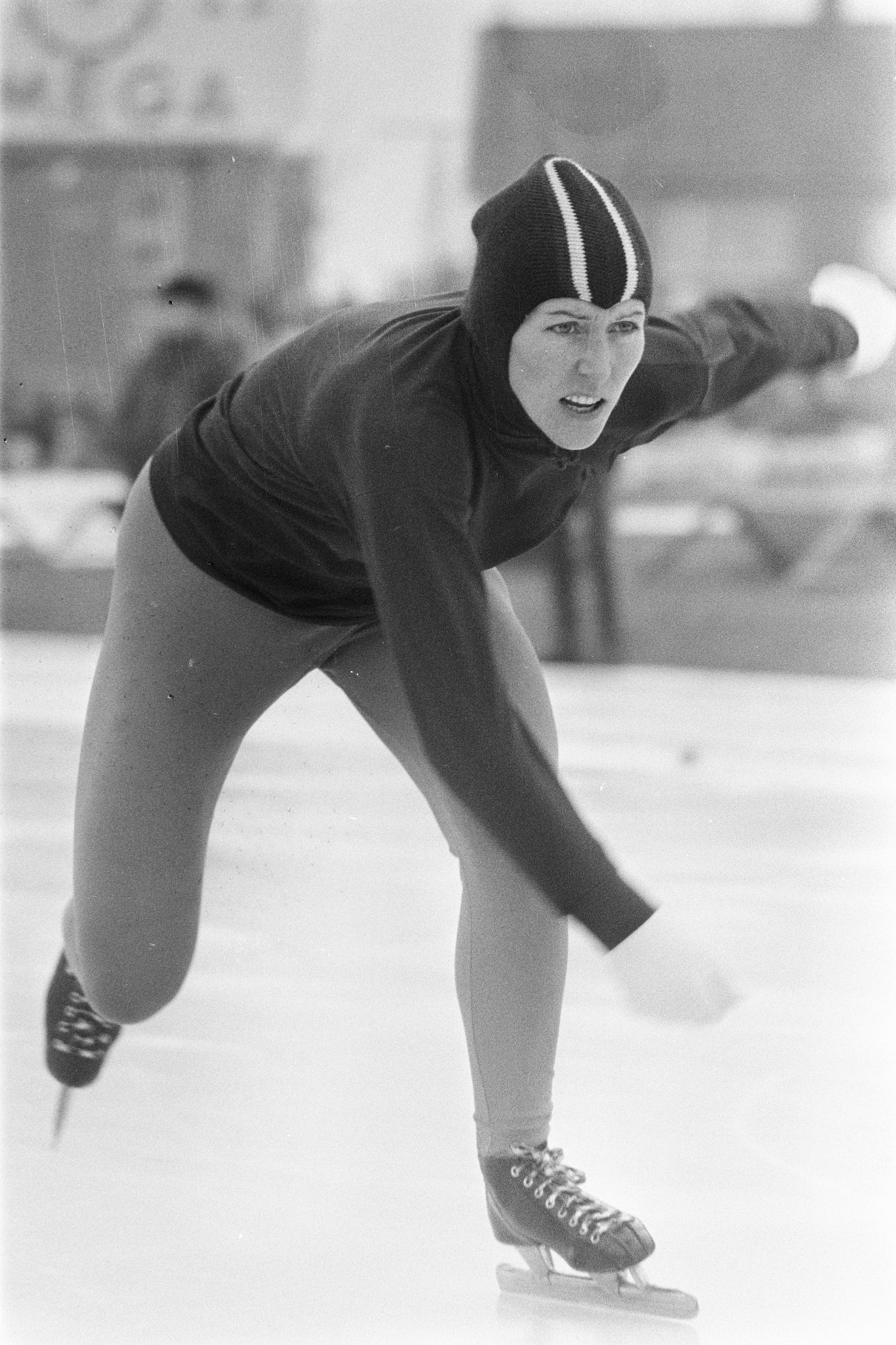
Atje Keulen-Deelstra
22 februari

| 1 | 2 | 3 | 4 | 5 | 6 | 7 | 8 | 9 | 10 | 11 | 12 | 13 | 14 | 15 | 16 | 17 | 18 | 19 | 20 | 21 | 22 | 23 | 24 | 25 | 26 | 27 | 28 |
| - | - | - | - | - | - | - | - | - | -- | -- | -- | -- | -- | -- | -- | -- | -- | -- | -- | -- | -- | -- | -- | -- | -- | -- | -- |

### 1 februari
- Vladimir Jengibarjan (80), Armeens bokser[1]
- Ed Koch (88), Amerikaans burgemeester[2]
- Herman Verbeek (76), Nederlands priester en politicus[3]
- Cecil Womack (65), Amerikaans zanger en songwriter[4]

### 2 februari
- Boer Charel (82), Belgisch landbouwer en mediafiguur[5]
- Lino Oviedo (69), Paraguayaans militair en politicus[6]

### 3 februari
- Peter Gilmore (81), Brits acteur[7]
- Pieter Loos (73), Nederlands burgemeester[8]
- Zlatko Papec (79), Kroatisch voetballer[9]

### 4 februari
- Donald Byrd (80), Amerikaans jazztrompettist[10]
- Julian Coco (89), Nederlands-Antilliaans contrabassist en gitarist[11]
- Pat Halcox (82), Brits jazzmuzikant[12]
- Theresia van der Pant (88), Nederlands beeldhouwster en tekenares[13]

### 5 februari
- Nel Büch (81), Nederlands atlete[bron?][14]
- Egil Hovland (88), Noors componist, organist, dirigent en musicus[15]
- Paul Tanner (95), Amerikaans componist, trombonist en muziekpedagoog[16]

### 6 februari
- Chokri Belaïd (48), Tunesisch politicus[17]
- Gudrun Genest (98), Duits actrice[18]
- Ellen van der Ploeg (90), Nederlands slachtoffer en getuige van en activiste over Japanse dwangprostitutie tijdens de Tweede Wereldoorlog[19]

### 7 februari
- Roscoe Chenier (71), Amerikaans blueszanger en -muzikant[20]
- Ton Lückers-Bergmans (86), Nederlands advocate en politica[21]

### 8 februari
- Giovanni Cheli (94), Italiaans kardinaal[22]
- Ian Lister (65), Schots voetballer[23]
- William Smith (88), Amerikaans zwemmer[24]

### 9 februari
- Richard Artschwager (89), Amerikaans beeldhouwer en schilder[25]

### 10 februari
- Zhuang Zedong (72), Chinees tafeltennisser[26]

### 11 februari
- Jacques Hoyaux (82), Belgisch politicus[27]
- Rick Huxley (72), Brits basgitarist[28]
- Kevin Peek (66), Australisch gitarist[29]
- Rem Vjachirev (78), Russisch oligarch[30]

### 13 februari
- Marga Kerklaan (87), Nederlands kinderboekenschrijfster, publiciste en programmamaakster[31]
- Pieter Kooijmans (79), Nederlands politicus en rechtsgeleerde[32]
- Robert Senelle (94), Belgisch hoogleraar en grondwetspecialist[33]

### 14 februari
- Tim Dog (46), Amerikaans rapper[34]
- Ronald Dworkin (81), Amerikaans filosoof[35]
- Thomas Lee Osborn (89), Amerikaans evangelist en gebedsgenezer[36]
- Reeva Steenkamp (29), Zuid-Afrikaans model[37]
- Jan-August Van Calster (77), Belgisch politicus[38]
- Gottfried Kohler (86), Zwitsers voetballer[39]

### 15 februari
- Giovanni Hakkenberg (89), Nederlands militair[40]
- Henk Kastein (87), Nederlands burgemeester[41]

### 16 februari
- Eric Ericson (94), Zweeds koordirigent en -pedagoog[42]
- Marga Kerklaan (87), Nederlands schrijfster en documentairemaakster[43]
- Joeljan Radoelski (40), Bulgaars schaker[44]
- Tony Sheridan (72), Brits songwriter en muzikant[45]
- Marifé de Triana (76), Spaans zangeres en actrice[46]

### 17 februari
- Richard Briers (79), Brits acteur[47]
- André Gingras (46), Canadees-Nederlands danser en choreograaf[48]
- Mindy McCready (37), Amerikaans zangeres[49]

### 18 februari
- Kevin Ayers (68), Brits musicus[50]
- Guy Van Branteghem (81), Belgisch badmintonspeler[51]
- Damon Harris (62), Amerikaanse soulzanger[52]
- Otfried Preußler (89), Duits schrijver[53]

### 19 februari
- Patrick De Witte (54), Belgisch columnist en tv-programmamaker[54]
- Kries Mahadewsing (70), Surinaams minister[55]
- Lou Myers (77), Amerikaans acteur[56]
- Robert Coleman Richardson (75), Amerikaans natuurkundige[57]

### 20 februari
- Antonio Roma (80), Argentijns voetballer[58]

### 21 februari
- Hasse Jeppson (87), Zweeds voetballer[59]
- Bruce Millan (85), Brits politicus[60]
- Magic Slim (75), Amerikaans blueszanger en -gitarist[61]

### 22 februari
- Ernst Breit (88), Duits vakbondsbestuurder[62]
- Atje Keulen-Deelstra (74), Nederlands schaatsster[63]
- Wolfgang Sawallisch (89), Duits dirigent en pianist[64]

### 23 februari
- Julien Ries (92), Belgisch kardinaal[65]
- Maurice Rosy (85), Belgisch illustrator en stripscenarist[66]

### 24 februari
- Dave Charlton (76), Zuid-Afrikaans autocoureur[67]
- Tommy Debie (36), Belgisch diskjockey[68]

### 25 februari
- Pierre Mainil (87), Belgisch minister[69]
- Ray O'Connor (86), premier van West-Australië[70]

### 26 februari
- Marie-Claire Alain (86), Frans organiste en muziekpedagoge[71]
- Bert Flugelman (90), Australisch beeldhouwer[72]

### 27 februari
- Van Cliburn (78), Amerikaans pianist[73]
- Ramon Dekkers (43), Nederlands kickbokser[74]
- Stéphane Hessel (95), Frans diplomaat, schrijver en verzetsstrijder[75]
- Vital Loraux (87), Belgisch scheidsrechter[76]
- Richard Street (70), Amerikaans zanger[77]
- Henk Westrus (75), Nederlands accordeonist, orkestleider en componist[78]

### 28 februari
- Theo Bos (47), Nederlands voetballer en voetbaltrainer[79]
- Donald Glaser (86), Amerikaans natuurkundige en neurobioloog[80]
- Jean Marcel Honoré (92), Frans kardinaal en aartsbisschop[81]
- Armando Trovajoli (95), Italiaans filmmuziekcomponist[82]
- Gerrit Vreken (90), Nederlands voetballer en voetbaltrainer[83]

1900 ·
1901 ·
1902 ·
1903 ·
1904 ·
1905 ·
1906 ·
1907 ·
1908 ·
1909 ·
1910 ·
1911 ·
1912 ·
1913 ·
1914 ·
1915 ·
1916 ·
1917 ·
1918 ·
1919 ·
1920 ·
1921 ·
1922 ·
1923 ·
1924 ·
1925 ·
1926 ·
1927 ·
1928 ·
1929 ·
1930 ·
1931 ·
1932 ·
1933 ·
1934 ·
1935 ·
1936 ·
1937 ·
1938 ·
1939 ·
1940 ·
1941 ·
1942 ·
1943 ·
1944 ·
1945 ·
1946 ·
1947 ·
1948 ·
1949 ·
1950 ·
1951 ·
1952 ·
1953 ·
1954 ·
1955 ·
1956 ·
1957 ·
1958 ·
1959 ·
1960 ·
1961 ·
1962 ·
1963 ·
1964 ·
1965 ·
1966 ·
1967 ·
1968 ·
1969 ·
1970 ·
1971 ·
1972 ·
1973 ·
1974 ·
1975 ·
1976 ·
1977 ·
1978 ·
1979 ·
1980 ·
1981 ·
1982 ·
1983 ·
1984 ·
1985 ·
1986 ·
1987 ·
1988 ·
1989 ·
1990 ·
1991 ·
1992 ·
1993 ·
1994 ·
1995 ·
1996 ·
1997 ·
1998 ·
1999 ·
2000 ·
2001 ·
2002 ·
2003 ·
2004 ·
2005 ·
2006 ·
2007 ·
2008 ·
2009 ·
2010 ·
2011 ·
2012 ·
2013 ·
2014 ·
2015 ·
2016 ·
2017 ·
2018 ·
2019 ·
2020 ·
2021 ·
2022 ·
2023 ·
2024 ·
2025